# بات كاسيدي
بات كاسيدي (بالإنجليزية: Pat Cassidy)‏ هو منتج أفلام ومدير مواهب أمريكي، ولد في 28 أغسطس 1985 في نبتون ‏ في الولايات المتحدة.

## روابط خارجية
- بات كاسيدي على موقع IMDb (الإنجليزية)
- بات كاسيدي على موقع قاعدة بيانات الفيلم (الإنجليزية)